# 6th Armoured Division (British Army)
La 6th Armoured Division fu una divisione corazzata del British Army, che combatté con distinzione durante la Seconda guerra mondiale in Nordafrica e successivamente in Italia.

## Storia

### L'operazione Torch e la campagna di Tunisia
Dopo essere stata costituita nell'autunno del 1940 in Gran Bretagna, nel quadro del frenetico rafforzamento delle forze britanniche dopo la caduta della Francia, ed essere rimasta inattiva per oltre due anni nel territorio metropolitano, la 6th Armoured Division entrò in azione sul campo durante la seconda guerra mondiale con l'Operazione Torch, l'invasione anglo-americana delle coste del Nord Africa francese, sbarco che ebbe inizio l'8 novembre 1942.
Il piano progettato dagli Alleati per avanzare lungo due differenti strade per occupare rapidamente Biserta e Tunisi, prevedeva l'utilizzo a nord della 36ª Brigata di fanteria, supportata da un piccolo gruppo meccanizzato proveniente dalla 6th Armoured Division, ed a sud della 11ª Brigata di fanteria e di un gruppo corazzato al comando del colonnello Richard Hull comprendente i mezzi corazzati del 17th/21st Lancers, reparti di fanteria motorizzata leggera, parà, artiglieria e cannonieri anticarro e antiaerei. La divisione si trovava sotto il comando del maggior generale Vivyan Evelegh.
L'operazione fallì a soli 10 chilometri da Tunisi e, di fronte agli aspri contrattacchi delle Panzer-Division tedesche, i reparti alleati (compresi i mezzi corazzati della 6ª Divisione corazzata britannica, che subirono dure perdite) furono costretti a ripiegare per riorganizzare e rafforzare metodicamente le forze disponibili.
Successivamente i reparti meccanizzati della 6ª Divisione corazzata presero parte alla fase finale della battaglia del passo di Kasserine e contribuirono a bloccare l'ulteriore avanzata italo-tedesca verso Thala e Le Kef (24 febbraio 1943); dopo questo successo difensivo la formazione corazzata britannica si distinse nella fase offensiva finale della campagna di Tunisia, e contribuì in modo decisivo (insieme agli altri reparti mobili alleati) alla vittoria finale in Africa.

### Italia
La divisione venne impiegata nuovamente durante la campagna d'Italia, e prese parte alla battaglia di Monte Cassino in supporto alle truppe alleate che conducevano questa avanzata. La divisione entrò in gioco subito dopo questo sanguinoso scontro nella Operazione Diadem, partecipando allo sfondamento delle solide difese tedesche e marciando verso nord, sulla strada per Roma, dopo aver attraversato i monti Aurunci. Il 18 settembre 1944, la 6th Armoured Division riuscì a prendere il passo di San Godenzo sulla strada 67 verso Forlì. La divisione proseguì verso l'Italia settentrionale in sostegno al X ed al XIII corpo britannici.
Nelle fertili pianure del Nord Italia finalmente i reparti corazzati alleati (compresa la 6ª Divisione corazzata) trovarono un terreno favorevole a rapide manovre in profondità; nell'aprile 1945 le armate alleate poterono quindi lanciare la loro offensiva finale in Italia. La 6th Armoured Division venne assegnata all'8ª Armata britannica, alle dipendenze del V corpo che attaccò presso i fiumi Senio e Santerno. Elementi della 78ª Divisione di fanteria e della 56ª Divisione di fanteria avanzarono con successo fino alla città di Argenta e poi alla laguna di Comacchio. Dal 19 aprile la 6ª Divisione corazzata avanzò assieme alla 78ª Divisione di fanteria verso i fiumi Reno e Bondeno, giungendo a Bologna e contribuendo significativamente alla conquista dell'Italia centro-settentrionale.
Dal 1945 la divisione venne disattivata, nel quadro della riorganizzazione post-bellica dell'Esercito britannico.

### Dopo la guerra
La divisione venne riformata nel maggio del 1951 e destinata quindi all'armata britannica del Reno nella Germania occupata dagli Alleati. Essa era composta in questa data dalla 20th Armoured Brigade e dalla 61st Lorried Infantry Brigade. Venne sciolta di nuovo nel giugno del 1958.

## Comandanti
| Nomina            | Ufficiale Comandante Generale                                    |
| 27 settembre 1940 | Maggior generale John Crocker                                    |
| 9 gennaio 1941    | Brigadiere E.D. Fanshawe (de facto)                              |
| 22 febbraio 1941  | Maggior generale John Crocker                                    |
| 15 ottobre 1941   | Maggior generale Herbert Lumsden                                 |
| 29 ottobre 1941   | Maggior generale C.H. Gairdner                                   |
| 19 maggio 1942    | Maggior generale Charles Keightley                               |
| 19 dicembre 1943  | Maggior generale V. Evelegh                                      |
| 15 febbraio 1944  | Brigadiere W.E.G. Hemming (de facto)                             |
| 19 marzo 1944     | Maggior generale V. Evelegh                                      |
| 24 luglio 1944    | Maggior generale Gerald Walter Templer (ferito il 5 agosto 1944) |
| 5 agosto 1944     | Brigadiere C.A.M.D. Scott (de facto)                             |
| 13 agosto 1944    | Brigadiere F.N. Mitchell (de facto)                              |
| 21 agosto 1944    | Maggior generale Horatius Murray                                 |
| 27 luglio 1945    | Brigadiere A.C. Gore.                                            |

## Struttura

### 20th Armoured Brigade (1940–42)
- Royal Gloucestershire Hussars
- 1st Northamptonshire Yeomanry
- 2nd Northanmptonshire Yeomanry
- 2nd (Rangers) , Kings Royal Rifle Corps  (sino al marzo 1941)
- 10th Battalion, Kings Royal Rifle Corps (dal marzo 1941)

### 26th Armoured Brigade (1940–45)
- 16th/5th Lancers
- 17th/21st Lancers
- 2nd Lothian and Border Horse
- 10th The Rifle Brigade

### 6th Support Group (1940–42)
- 12th Royal Horse Artillery
- 72nd Anti-Tank Regiment, Royal Artillery
- 51st Light Anti-Aircraft Regiment, Royal Artillery
- 9th Battalion Queen's Own Royal West Kent Regiment

### 38th (Irish) Infantry Brigade (1942–43)
- 2nd Battalion London Irish Rifles
- 1st Battalion Royal Irish Fusiliers
- 6th Battalion Inniskilling Fusiliers

### 1st Infantry Brigade (Guards) (1943–44)
- 3rd Battalion Grenadier Guards
- 2nd Battalion Coldstream Guards
- 3rd Battalion Welsh Guards

### 61st Infantry Brigade (1944–45)
- 2nd Battalion Rifle Brigade
- 7th Battalion Rifle Brigade
- 10th Battalion Rifle Brigade

### Truppe divisionali
- 1st Derbyshire Yeomanry
- 5th Field Squadron, Royal Engineers
- 8th Field Squadron, Royal Engineers
- 625th Field Squadron, Royal Engineers
- 144th Field Park Squadron, Royal Engineers
- 6th Bridging Troop, Royal Engineers
- 6th Armoured Division Signal Regiment
- 12th (HAC Regiment, Royal Horse Artillery
- 152nd (The Ayrshire Yeomanry) ,Field Regiment, Royal Artillery
- 72nd Anti-Tank Regiment, Royal Artillery
- 51st Light Anti-Aircraft Regiment, Royal Artillery

### Brigate unite in alcuni momenti
- British 36th Infantry Brigade
- 201 Guards Motor Brigade
- British 24th Infantry Brigade (Guards)
- Indian 21st Infantry Brigade